# Globba mogokensis
Globba mogokensis är en enhjärtbladig växtart som beskrevs av William Wright Smith och Banerji. Globba mogokensis ingår i släktet Globba och familjen Zingiberaceae.
Artens utbredningsområde är Burma. Inga underarter finns listade i Catalogue of Life.